# 金糸雀色
金糸雀色（かなりあいろ）とは、ミドルイエローやカドミウムイエローに近い色で純色の一種。カナリーイエロー（Canary yellow）とも言われる。カナリー（canary）は金糸雀を意味する。

## 近似色
- ミドルイエロー
- カドミウムイエロー